# Horseshoe sandwich
Pour les articles homonymes, voir Horseshoe.
Le horseshoe sandwich est un sandwich ouvert, originaire de Springfield, dans l'Illinois, aux États-Unis. Il s'agit d'épaisses tranches de pain, le plus souvent du Texas toast, de steak haché, de frites et d'une sauce au fromage. La viande hachée de bœuf peut être parfois remplacée par du jambon, du porc frit, des filets de poulet ou de poisson.
La recette de la sauce au fromage peut varier également, mais elle est normalement dérivée et inspirée du welsh rarebit. Les autres ingrédients sont des œufs, de la bière, du fromage, de la sauce Worcestershire, de la moutarde, du sel et du poivre.
Un horseshoe sandwich version petit déjeuner existe également, en remplaçant les frites et le bœuf par des œufs et des galettes de pomme de terre.
Une version plus réduite, avec une seule tranche de pain et un steak, est appelé pony shoe.

#### Sur Wikipedia (en)
- Cuisine du Midwest des États-Unis
- Hot hamburger plate, sandwich ouvert avec des frites
- Slinger
- Gerber sandwich, sandwich ouvert de Saint Louis
- St. Paul sandwich, sandwich de Saint Louis
- Garbage plate
- Cuisine de Saint Louis